# 13849 Dunn
13849 Dunn eller 1999 XN86 är en asteroid i huvudbältet som upptäcktes den 7 december 1999 av LINEAR i Socorro County, New Mexico. Den är uppkallad efter Deborah A. Dunn.
Asteroiden har en diameter på ungefär 3 kilometer.